# Strada statale 284 Occidentale Etnea
La strada statale 284 Occidentale Etnea (SS 284) è una strada statale italiana della Sicilia che attraversa le falde occidentali dell'Etna, collegando i centri di Paternò, Santa Maria di Licodia, Ragalna, Biancavilla, Adrano, Bronte, Maletto e Randazzo. Essa costituisce il principale asse di collegamento tra l'Etna Nord e le Madonie con l'Etna sud e Catania.

## Percorso
La strada ha origine fuori Randazzo dove si distacca dalla strada statale 120 dell'Etna e delle Madonie nei pressi del Bivio Murazzorotto. La strada entra immediatamente nel parco dell'Etna e inizia un percorso che descrive un arco ad ovest dell'Etna, lambendo la località di Maletto, attraversando quella di Bronte ed evitando in variante i centri di Adrano, Biancavilla e Santa Maria di Licodia, terminando il proprio percorso a Paternò dove si innesta sulla strada statale 121 Catanese.

### Tabella percorso
| Occidentale Etnea |                                              |      |           |
| Tipo              | Indicazione                                  | ↓km↓ | Provincia |
|                   | Bivio Murazzorotto dell'Etna e delle Madonie | 0,0  | CT        |
|                   | Provinciale Quota Mille                      | 1,7  | CT        |
|                   | Maletto                                      | 9    | CT        |
|                   | Bronte per SS 120                            | 15,5 | CT        |
|                   | Ferrovia Circumetnea                         | 28,7 | CT        |
|                   | Adrano (vecchia sede SS284)                  | 28,8 | CT        |
|                   | Adrano                                       | 29,7 | CT        |
|                   | Stadio dell'Etna                             | 30,7 | CT        |
|                   | Biancavilla                                  | 34   | CT        |
|                   | Santa Maria di Licodia per Ragalna           | 37,9 | CT        |
|                   | Santa Maria di Licodia II per Belpasso       | 38,9 | CT        |
|                   | Catanese Paternò                             | 44,5 | CT        |

## Lavori e progetti
A metà del 2012 è stato aperto al traffico un nuovo percorso di circa 3,8 km a sud di Bronte, mentre nel Novembre 2020 sono stati appaltati i lavori per un tratto di circa 4 km a nord di Adrano.
Per il tratto di 15 km tra Adrano e Paternò, luogo negli ultimi dieci anni di circa 400 incidenti stradali con circa 70 vittime, è stato presentato il 7 Dicembre 2020 un progetto di raddoppio parziale.